# Лешниця (Березинський район)
Лешниця (біл. вёска Лешніца) — село в складі Березинського району Мінської області, Білорусь. Село підпорядковане Березинській сільській раді, розташоване в східній частині області.